# Даша-путешественница
«Даша-путешественница» (другой вариант: «Даша-следопыт») — американский обучающий детский сериал. В оригинале двуязычный — на английском и испанском (в зависимости от аудитории показа, один из них использован как основной, другой как дополнительный). Оригинальное название англ. «Dora the Explorer» или исп. «Dora, la Exploradora».
Также имеются компьютерные игры «Даша в сказочной стране», «Приключение Рюкзачка», «Даша в потерянном городе», различные пазлы, раскраски, настольные игры и игрушки главных героев. Картинки с главными героями «Даши-путешественницы» можно встретить на одежде и игрушках.
Целевая аудитория — дети от 1,5 до 6 лет.
Главные герои: девочка Даша (в оригинале Дора Маркес, исп. Dora Márquez; возраст в зависимости от локализации различается от 7 до 12 лет), обезьянка Башмачок, бельчонок Тико, Паровозик, бычок Бенни (ранее Борька), игуана Иса, лисёнок Жулик, Рюкзак и Карта.
На продаже дисков только в США в 2004 году был заработан 1 млрд долларов.
Награды: выиграл «Peabody Award», два раза выиграл «Imagen Foundation Awards», номинирован на премии «ALMA», «Young Artist Award», 5 лет подряд номинировался на «Daytime Emmy Award» и 5 лет подряд на «TCA Award».

## Трансляция в РФ
В России мультсериал транслируется на каналах «Nickelodeon Россия» и «Карусель». Премьера в России состоялась 9 сентября 2002 года, начиная с первых серии из первого сезона, в декабре 2005 года состоялась премьера мультсериала на ТНТ, трансляция которая прекратилась в 2007 году.
| Страна    | Дата показа                                                                            | Телеканал                             |
| --------- | -------------------------------------------------------------------------------------- | ------------------------------------- |
| США       | с 14 августа 2000 по 5 июня 2014 года                                                  | Nickelodeon                           |
| Россия    | с 31 декабря 2005 по 9 марта 2007 года                                                 | ТНТ                                   |
| Россия    | с 9 сентября 2002 года по 14 декабря 2022 года (в связи с закрытием Никелодеон Россия) | Nickelodeon, Nickelodeon HD, Nick Jr. |
| Россия    | с 2013                                                                                 | Карусель и О! (с 2020)                |
| Казахстан | с 2011 по 2013 года, с 18 февраля 2021 года                                            | Балапан                               |

## Трансляция на Украине
На Украине мультсериал транслируется на каналах «ICTV», «ТЕТ», «ПлюсПлюс».

## Особенность и идея
Мультфильмы в игровой форме обучают детей цифрам, английскому языку, правилам поведения.
Особенностью данного мультфильма является общение Даши со зрителями. Она постоянно просит то что-нибудь сказать, то попрыгать, то посмотреть и найти что-то на экране.
План мультфильмов всегда одинаковый. Девочка Даша собирается в поход под разными предлогами. Дорогу ей подсказывает Карта, ей всегда приходится пройти через 3 (иногда 4) основные точки, последняя из которых — конечная цель путешествия, а другие могут быть препятствиями или последовательными точками решения какой-либо задачи. По дороге ей помогают друзья: обезьянка Башмачок, Рюкзак, Карта. Иногда приходят на помощь бельчонок Тико, бычок Борька, игуана Иса, мистер Тукан и Паровозик. Мешает Даше лисёнок Жулик, который пытается что-нибудь стащить и закинуть подальше. Иногда ему это удаётся, и тогда Даше приходится искать пропавший предмет.
Тико и мистер Тукан говорят только на английском языке. Даша всегда объясняет, что надо сказать англоговорящим друзьям, чтобы они помогли. Так проходит обучение некоторым английским словам.
Иногда на помощь Даше приходит её восьмилетний кузен Диего, о нём существует отдельный мультипликационный сериал с названием «Вперёд, Диего, вперёд!». У Диего есть компьютер, в котором содержится информация о животных.

## Игры на PC
«Дора. Приключения в затерянном городе», «Дора. В поисках приключений» и «Дора. В сказочной стране».
- Год выпуска: 2006
- Разработчик: Акелла
- Издательство: Акелла
- Язык интерфейса: русский
- Игра для детей от 3 лет

### Сюжет
Даша получает новый рюкзачок, в котором есть всё, что угодно. Девочку с её другом Башмачком ждут невероятные приключения и игры на свежем воздухе.

## Театральные постановки
Благодаря тому, что телевизионное шоу про Дашу-Следопыта стало очень популярным, руководство Nickelodeon решило перенести персонажей мультфильма в реальный мир. Таким образом, были созданы два спектакля про Дашу и её друзей под названием «Город потерянных игрушек» и «Пиратские приключения Даши». Актёры, одетые в соответствующие костюмы, были очень похожи на персонажей мультфильма. Каждое из представлений напоминало по структуре сценария серию телешоу. Таким образом, дети видели любимых героев в привычном амплуа, только живьём. Шоу проходили в Северной Америке.

## Фильмы
В 2019 году по мотивам телесериала вышел фильм «Дора и затерянный город».

## Перезапуск
В 2024 году по мотивам телесериала вышел перезапуск под названием «Дора», созданный Крисом Гиффордом и Валери Уолш Вальдес для стримингового сервиса Paramount+.

## Персонажи
- Башмачок (англ. Boots, Бутс) — обезьяна, лучший друг Даши. Всегда ходит в красных сапожках. Озорной и весёлый.
- Даша Маркес (исп. Dora Márquez, Дора Маркес) — 7-летняя латиноамериканская девочка. Она очень весёлая и найдёт выход в любой ситуации. Одета в розовую футболку и оранжевые шорты. Всегда ходит с рюкзаком. В 2011—2014 годах роль Даши озвучивала Фатима Птачек.
- Рюкзак (англ. Backpack) — его подарили Даше мама и папа. В нём можно найти всё что угодно!
- Карта (англ. Map) — живёт в Рюкзаке. Знает все пути и дороги.
- Борька (англ. Benny, Бенни) — бычок, друг Даши. Носит синий в белый горошек шейный платок.
- Иса (англ. Isa) — игуана, подруга Даши. Любит цветы и пирожные.
- Тико (англ. Tico) — белка, друг Даши. Ходит в разноцветной жилетке. Говорит по-английски. В первом сезоне его называли Белка.
- Жулик (англ. Swiper, Свайпер) — лис-вор. Всегда старается украсть что-нибудь. В некоторых сериях помогает Башмачку и Даше.
- Тролль (англ. Troll) — ворчливый и старый, живёт под мостом. Любит загадки.
- Родители Даши (англ. Dora’s parents) — подарили ей Рюкзак. Любят дочку.
- Близнецы (исп. Guillermo & Isabella Márquez, Гилльермо и Изабелла Маркес) — братишка и сестрёнка Даши. Даша сочиняет истории про супер-близняшек.
- Бабушка Даши (англ. Dora’s grandma) — очень любит внучку. Часто рассказывает ей про свою молодость.
- Диего Марксен (исп. Diego Márcsen) — младший брат Дейзи и кузен Даши, про которого сняли собственный сериал «Вперёд, Диего, вперёд!».
- Мистер Тукан (англ. Mr. Toucan) — тукан, друг Даши. Говорит по-английски.

## Русский дубляж
Дубляж мультсериала был выполнен в 2002-2004 годы (1-2 сезоны) на студии «СВ-дубль» и в 2005-2006 годы (3 и частично 4 сезоны) творческой группой «Арт-Дубляж». Не которые серии из 5 или 6 сезона дублировались той-же студией.
5-7 сезоны и частично две серии из 3 сезона дублировались студией "Арк-ТВ" под руководством «SDI Media Russia», в 2008-2014 годах она также дублировала весь остальной 4 сезон в 2007-2010 годы (некоторые серии "Арт-Дубляж"), а 8 сезон с 2015-2019 годы дублировался на студии «SDI Media Russia».
| Актёр дубляжа               | Роль                                                                                                 |
| --------------------------- | --- |
| Ирина Гришина               | Башмачок (1-7 сезоны), Жулик (1-7 сезоны), Бабушка Даши                                              |
| Лариса Брохман              | Башмачок (8 сезон)                                                                                   |
| Ольга Голованова            | Жулик, Бабушка Даши (8 сезон)                                                                        |
| Татьяна Весёлкина           | Даша Маркес                                                                                          |
| Ольга Зверева               | Борька, Иса, Бабушка Даши, Маленькая карта, Тико                                                     |
| Ольга Шорохова              | Борька, Бабушка Даши, Диего Марксен (3-4 сезоны), Маленькая карта (4-6 сезоны), Иса, Трио музыкантов |
| Ольга Зубкова               | Борька (8 сезон)                                                                                     |
| Всеволод Кузнецов           | Мистер Тукан (2 сезон)                                                                               |
| Алексей Власов              | Мистер Тукан (3-4 сезоны)                                                                            |
| Денис Некрасов              | Мистер Тукан (4-8 сезоны)                                                                            |
| Иван Калинин                | Мистер Тукан (8 сезон, 9-18 серии)                                                                   |
| Елена Чебатуркина           | Диего Марксен (4-6 сезоны)                                                                           |
| Наталья Терешкова           | Маленькая карта (8 сезон, 8-18 серии)                                                                |
| Владимир Ферапонтов         | 1 сезон                                                                                              |
| Борис Быстров               | 3 сезон                                                                                              |
| Никита Семёнов-Прозоровский | 4 сезон                                                                                              |
| Александр Гаврилин          | 6 сезон                                                                                              |
| Андрей Гриневич             | 8 сезон                                                                                              |
| Эдуард Степин               | Свинка-пират (1 сезон)                                                                               |
| Жанна Никонова              | Эмма                                                                                                 |
| Екатерина Семёнова          | Ледяная ведьма                                                                                       |
| Наталья Даниелян            | Чеширский кот                                                                                        |